# 星宿海
星宿海，藏语称错岔（意为“花海子”），地处黄河源头地区，海拔愈4000米。黄河三源卡日曲、约古宗列曲、扎曲分别从西南、西、北三个方向汇入玛涌滩，形成大片沼泽地和众多小湖泊。这些小湖泊（海子）小的只有几平方米，大的有几百平方米，密密麻麻，就好像天上的繁星，故称星宿海。当地藏族把星宿海叫作“玛洋”，意思是“孔雀滩”，指这些海子像孔雀尾巴羽毛上的花纹。
约古宗列曲与卡日曲汇合成黄河最初的河道玛曲，然后注入星宿海；扎曲为星宿海北面汇入的一支较小的支流。星宿海位處扎陵湖西方。